# Rosalba alboapicalis
Rosalba alboapicalis är en skalbaggsart som först beskrevs av Stefan von Breuning 1940.  Rosalba alboapicalis ingår i släktet Rosalba och familjen långhorningar. Inga underarter finns listade i Catalogue of Life.